# Helicophagus
Helicophagus es un género de peces actinopeterigios de agua dulce, distribuidos por ríos y lagos de Asia.

## Especies
Existen tres especies reconocidas en este género:
- Helicophagus leptorhynchus Ng y Kottelat, 2000
- Helicophagus typus Bleeker, 1857
- Helicophagus waandersii Bleeker, 1858